# Того (собака)
То́го (англ. Togo) — сибирский хаски, являвшийся ведущей собакой в упряжке Леонарда Сеппалы во время Великой гонки милосердия 1925 года. Назван в честь японского адмирала Того Хэйхатиро.

## Биография
Того был рождён 17 октября 1913 года от хаски Саггена и Долли, принадлежащих известному американскому каюру норвежского происхождения Леонарду Сеппале. Того был необщительным псом, из-за чего между ним и новыми хозяевами возникали проблемы. К тому же он был болезненным щенком и не производил впечатления потенциальной ездовой собаки. Сначала Сеппала отдал щенка мужчине, который не справился с характером Того и вернул его Леонарду. Затем пёс сбежал от женщины, пытавшейся держать его как комнатную собаку. Сеппала решил оставить щенка себе, когда тот, выбравшись из вольера, догнал возглавляемую Леонардом собачью упряжку, тем самым показав свою преданность, а затем и упорство, когда Того был поставлен рядом с вожаком упряжки и с повреждённой задней лапой тащил нарты 75 миль, работая активнее многих взрослых собак. Позднее Сеппала сказал: «Я нашел прирожденного лидера, какого пытался вывести годами». Пёс стал любимцем Сеппалы и за несколько лет прославился по всей Аляске благодаря частому участию в гонках.
В 1925 году, когда в почти изолированном от внешнего мира городе Ном вспыхнула эпидемия дифтерии, Леонард Сеппала решил принять участие в Великой гонке милосердия и взял с собой Того, которому на тот момент было 12 лет. В период с 31 января по 1 февраля эстафета, заключающаяся в доставке антидифтерийной сыворотки с антитоксином, была в руках Сеппалы, который прошёл вместе с Того от Нома к Шактулику и обратно до Головина 264 мили (425 км). В пути собачью упряжку и её каюра ожидало много опасностей. Ночь и снежная буря не позволяли Сеппале видеть дорогу, но Того вывел их к придорожному домику, предотвратив верную гибель своей команды. Один раз они чуть не провалились под лёд. Однако Сеппале и Того удалось достичь Головина и передать эстафету Чарли Олсону. Когда сыворотка была доставлена, большая часть славы досталась другому псу Сеппалы, Балто, и одному из помощников Леонарда — Гуннару Каасену, несмотря на то, что Балто, вместе с другими собаками, участвовавшими в гонке милосердия, пробежали около 31 мили (50 км). Позже Сеппала говорил, что переживал за Того, который ввиду своей старости не смог бы пережить такого длинного забега. Леонард также называл Каасена «выскочкой», отмечая ещё и то, что Гуннар и Балто прошли меньший путь, чем Сеппала и Того. После Великой гонки милосердия Того больше не принял участия ни в одном забеге.
Сеппала спокойно относился к славе Каасена, но не мог остаться равнодушным к тому, что вклад его вожака в гонку, которая стала в США событием национального масштаба, не получил достойного признания и что в Нью-Йорке стоит памятник «не той» собаке. В 1926 году он задумал и осуществил небывалый пробег на сибирских хаски во главе с Того через всю страну из Калифорнии до восточного побережья. Тысячные толпы народа восторженно встречали его на всём пути. Кульминацией пробега стала демонстрация работы упряжных собак в Нью-Йорке, после чего норвежский полярный исследователь Руаль Амундсен под аплодисменты наградил Того золотой медалью.
Последние годы жизни Того провёл в питомнике в Мэне. В 1929 году ему исполнилось 16 лет. Он почти ослеп, страдал от болей в суставах, и в декабре того же года Сеппала был вынужден усыпить его. Знаменитый вожак оставил после себя многочисленное потомство. Гены его до настоящего времени живут в лучших сибирских хаски. Чучело Того находится на Аляске, в Музее упряжных собак в пригороде Анкориджа. В 1960 году 83-летний Леонард Сеппала рассказал, что «у него не было пса лучше, чем Того». По словам Сеппалы уровень выносливости, преданности, интеллекта Того не мог бы быть выше.

## Экранизация
- Того (2019) — фильм